# 池江璃花子 新たな挑戦
「池江璃花子 新たな挑戦」（いけえりかこ あらたなちょうせん）は、NHK総合テレビで2021年4月10日21:00 - 22:00に『NHKスペシャル』で放送されたスポーツドキュメンタリー番組。

## 概要
前年5月9日に放送された「ふり向かずに 前へ 池江璃花子 19歳」および同年1月10日に放送された「池江璃花子 ハタチの決意」に続く競泳選手・池江璃花子の密着ドキュメント第3弾。今回は生放送で行われ、前2作のナレーター・和久田麻由子（NHKアナウンサー）がインタビュアーを務めた。
白血病の診断から2年、同年4月に行われた第97回競泳日本選手権で東京オリンピックの代表内定をつかみ取った思いなどを語り尽くす。レース直後「何位でもこの場にいることが幸せ」と涙した池江。その裏には「過去の自分ではなく今の自分だからできること」を探し続けた苦闘があり、番組では復活までの日々をつぶさに記録してきた。トップアスリートとして復活した池江自身の思いに迫っていく。

## 出演
- 池江璃花子
- 和久田麻由子（NHKアナウンサー） - インタビュアー
- 利根川真也（NHKアナウンサー） - ナレーター

## 再放送
- 2021年4月14日 23:40 - 翌0:39